# Heinz Unzner
Heinz Unzner (* 24. April 1925 in Berlin) ist ein deutscher Gebrauchsgrafiker und war Fachschullehrer.

## Leben und Werk
Unzner absolvierte von 1939 bis 1942 eine Lehre als Positiv-Retuscheur. Danach wurde er zur Wehrmacht eingezogen und nahm am Zweiten Weltkrieg teil. Nach der Entlassung aus der Kriegsgefangenschaft studierte er von 1946 bis 1949 an der späteren Kunsthochschule Berlin-Weißensee. Danach hatte er eine Dozentur für Plakat- und Buchgestaltung an der Meisterschule für Grafik und Buchgewerbe bzw. deren Nachfolgern, der späteren Fachschule für Werbung und Gestaltung Berlin-Hohenschönhausen. Zu seinen Schülern gehörten u. a. Ingo Arnold, Werner Gottsmann und Hans-Joachim Schauß.
Unzner entwarf u. a. Plakate und Logos und gestaltete Bücher, Bucheinbände und Schutzumschlägen vor allem für die Berliner Verlage Aufbau, Buchclub 65, Dietz Verlag, Verlag Kultur und Fortschritt, Lied der Zeit, Rütten & Loening und Wedding-Verlag.
Das von ihm gestaltete Buch Impulse. Aufsätze, Quellen, Berichte zur deutschen Klassik und Romantik. Folge 1. (Hrsg. Walter Dietze und Peter Goldammer; Aufbau-Verlag, 1978) wurde im Wettbewerb Schönste Bücher der DDR ausgezeichnet.

## Weitere Werke (Auswahl)

### Logos
- Rütten & Loening (1965)[2]
- Eden Obstverarbeitung Oranienburg (1967)[2]

### Publizierte Fotografien
- Jürgen Lenz: Ostseestrand. Wanderungen zwischen Usedom und Schleswig-Holstein. Sachsenverlag, Dresden, 1956 (mit Angela Unzner)

## Teilnahme an zentralen und wichtigen regionalen Ausstellungen in der DDR
- 1982: Berlin, Bezirkskunstausstellung
- 1985: Berlin, Berliner Stadtbibliothek („Marken und Zeichen aus der DDR“)